# Joe Ades
Joseph « Joe » Ades, né le 18 décembre 1934 à Manchester en Angleterre et mort le 1er février 2009 à New York, est un vendeur ambulant d'éplucheurs de pommes de terre de New York aux États-Unis qui est devenu millionnaire.

## Biographie
Né en Angleterre, il est le plus jeune de ses sept frères et sœurs. Il grandit au sein d'une modeste famille juive.
Après le début de la Seconde Guerre mondiale, à l'âge de 15 ans, il commence à vendre du textile, des bijoux et des jouets directement dans les rues, de Manchester.
Quelques années plus tard, il se marie et déménage en Australie où il aura trois enfants. Il vend alors différents produits dans les parkings de Sydney.
À la suite d'un livre offert par sa femme, London Labour and the London Poor de Henry Mayhew, il se découvre une passion pour le style, le chic et l'élégance. 
En 1993, à l'aube d'un troisième divorce, il décide de déménager à New York pour vendre des éplucheurs de pommes de terre en acier. En l'espace de 60 ans, il est ainsi devenu millionnaire avec ce produit unique.
Il avait un style particulier. C'est le seul vendeur ambulant qui s'habillait avec des costumes sur-mesure de chez Chester Barrie à plus de 1 000 €. Devenu une célébrité, il est le sujet de nombreuses couvertures de magazines comme dans le Vanity Fair.
Il a inspiré de nombreux entrepreneurs à travers l'originalité de son histoire.
Il meurt le 1er février 2009 à l'âge de 74 ans.